# Николе, Жан
Жан Николе (фр. Jean Nicolay; 27 декабря 1937, Льеж, Валлония — 18 августа 2014, Брюссель) — бельгийский футболист, наиболее известный по выступлениям на позиции вратаря за «Стандард» и сборную Бельгии. Лучший футболист года в Бельгии (1963).

## Биография

### Клубная карьера
Родился в Льеж. На профессиональном уровне дебютировал в составе «Стандарда», в котором провёл 13 лет, с которым становился чемпионом Бельгии и обладателем кубка. В 1969 году, присоединился к «Расингу», в котором провёл три года. В 1971 году, присоединился к клубу Льеж, в котором провёл два года и завершил карьеру. После завершения карьеры, работал тренером вратарей в клубе «Гент», «Мец» и «Мехелен».

### Карьера в сборной
Выступал за сборные Бельгии до 19, до 21 года. За национальную сборную дебютировал в товарищеском матче против сборной Австрии.

## Достижения
«Стандард»
- Чемпионат Бельгии: 1957/1958, 1960/1961, 1962/1963, 1968/1969
- Кубок Бельгии: 1965/1966[5], 1966-67

### Личные
- Футболист года в Бельгии: 1963[6]
- Орден Заслуг (Франция) (2014)[7]